# Фелдшер
Фелдшерът (на немски: Feldscher, от Feld – поле) е вид медицински специалист.

## Описание
Той има право да провежда независима медицинска диагностика и да предписва лечение на пациенти. Ако е необходимо, може да насочи пациента към подходящ лекар. Може да работи в медицински пунктове и центрове за спешна медицинска помощ. В някои страни има право да работи като заместник-лекар в местна медицинска служба и като общопрактикуващ лекар в по-малки населени места.

## История
Първоначално означава полеви бръснар и хирург, после преминава в „полеви лекар“.
Така в Средновековието в Германия наричат военния лекар, който лекува ранени в полеви условия. Установява се през XIV век в Швейцария и се употребява за помощника на военния лекар. По-късно се използа в Русия и други страни.
Специалността „Фелдшер“ е закрита в България. Наследилата я специалност е „Лекарски асистент“.